# ムーンライト・シャドウ (吉本ばなな)
『ムーンライト・シャドウ』は、吉本ばななの連作短編集『キッチン』所収の短編小説、およびそれを原作とする日本映画。

## 概要
吉本が日本大学芸術学部の卒業制作として発表したもので、恋人の死を受け入れられない女性を主人公としている。この作品で日本大学芸術学部長賞及び泉鏡花文学賞を受賞した。

## 登場人物
さつき
恋人を失った事実を引きずっている女性。
等
さつきの恋人。交通事故によって亡くなる。
柊
等の弟。同じ事故によって等の車に同乗していた恋人を失う。
ゆみこ
柊の恋人。

## 書誌情報
- 吉本ばなな『ムーンライト・シャドウ』（連作短編集『キッチン』所収）、新潮文庫、2002年7月1日発売、ISBN 978-4-10-135913-7

## 評価
- 日本大学芸術部長賞（1987年）[2][3]
- 第16回泉鏡花文学賞（1988年、同時受賞：泡坂妻夫『折鶴』）[2][3]

## 映画
2021年9月10日に公開された。監督はエドモンド・ヨウ、主演は本作が長編映画単独初主演となる小松菜奈。

### 製作
監督のヨウは2006年に初めて原作を読んで激しく感情を揺さぶられたとし、映画化を依頼された際には「自分の旅が原点に戻ったような気持ちになった」としたうえで「吉本の文章の普遍性やエモーションをスクリーンに投影できる機会を与えられ、喜びを感じた」と述懐した他、「さつきを演じるのは小松以外考えられず、彼女抜きで映画化は不可能であり、本当に幸福で豊かな体験だった」ともコメントしている。
また、主演の小松は「普通の子だからこそという難しい部分も、模索する中でさつきと同じ感情になれた時には嘘がないような気がした」と振り返り、演じるにあたって原作を再読した結果「どんな困難も乗り越えようとする人間のエネルギーを感じ、いつか経験する人の“死”、このようなカタチで再び本を開くきっかけになってよかった」としたうえで「監督のヨウと共に組んだ事で新たな扉を開けた」ともコメントしている。

### キャスト
- さつき：小松菜奈
- 等：宮沢氷魚[4]
- 柊：佐藤緋美[5]
- ゆみこ：中原ナナ[5]
- 蛍：吉倉あおい[5]
- 充：中野誠也[5]
- 麗：臼田あさ美[5]

### スタッフ
- 原作：吉本ばなな『ムーンライト・シャドウ』（新潮社刊『キッチン』収録作品）
- 監督：エドモンド・ヨウ
- 脚本：高橋知由
- 製作：狩野隆也、細野義朗、大山義人、村上正樹
- プロデューサー：服部保彦、大木宏斗
- 企画プロデューサー：加藤伸崇
- アソシエイトプロデューサー：加藤優
- 音楽：トン・タット・アン
- 撮影：コン・パフラック
- 照明：大庭郭基
- 録音：川本七平
- 美術：布部雅人
- キャスティング：神林理央子
- スタイリスト：阪上秀平
- ヘアメイク：寺沢ルミ
- 編集：賢毅
- サウンドミキサー：Chalermrat Kaweewattana
- 助監督：滝野弘仁
- 制作担当：三村薫
- ラインプロデューサー：鈴木徳至
- コラボレートソング：小袋成彬「Parallax」（ソニー・ミュージックレーベルズ）
- 宣伝プロデューサー：大塩秀太
- 助成：文化庁文化芸術振興費補助金（映画創造活動支援事業）独立行政法人日本芸術文化振興会
- 配給：エレファントハウス
- 宣伝：S・D・P
- 制作プロダクション：MAM FILM
- 制作協力：コギトワークス
- 製作：映画「ムーンライト・シャドウ」製作委員会（メ〜テレ、S・D・P、CHIPANGU、エレファントハウス）